# Transportes Aéreos de Cabo Verde
Cet article possède un paronyme, voir Cabo Verde (homonymie).
 (septembre 2023).
Si vous disposez d'ouvrages ou d'articles de référence ou si vous connaissez des sites web de qualité traitant du thème abordé ici, merci de compléter l'article en donnant les références utiles à sa vérifiabilité et en les liant à la section « Notes et références ».
O prazer de viajar bem

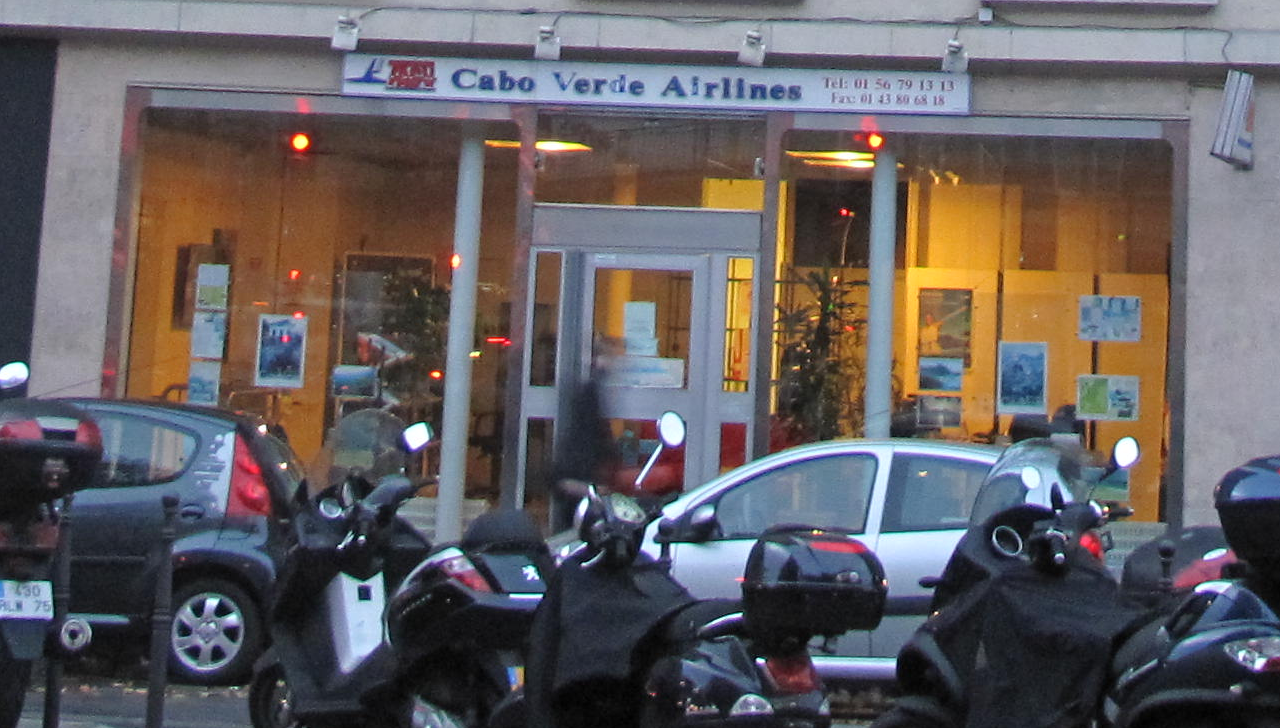
Magasin du TACV Cabo Verde à Paris

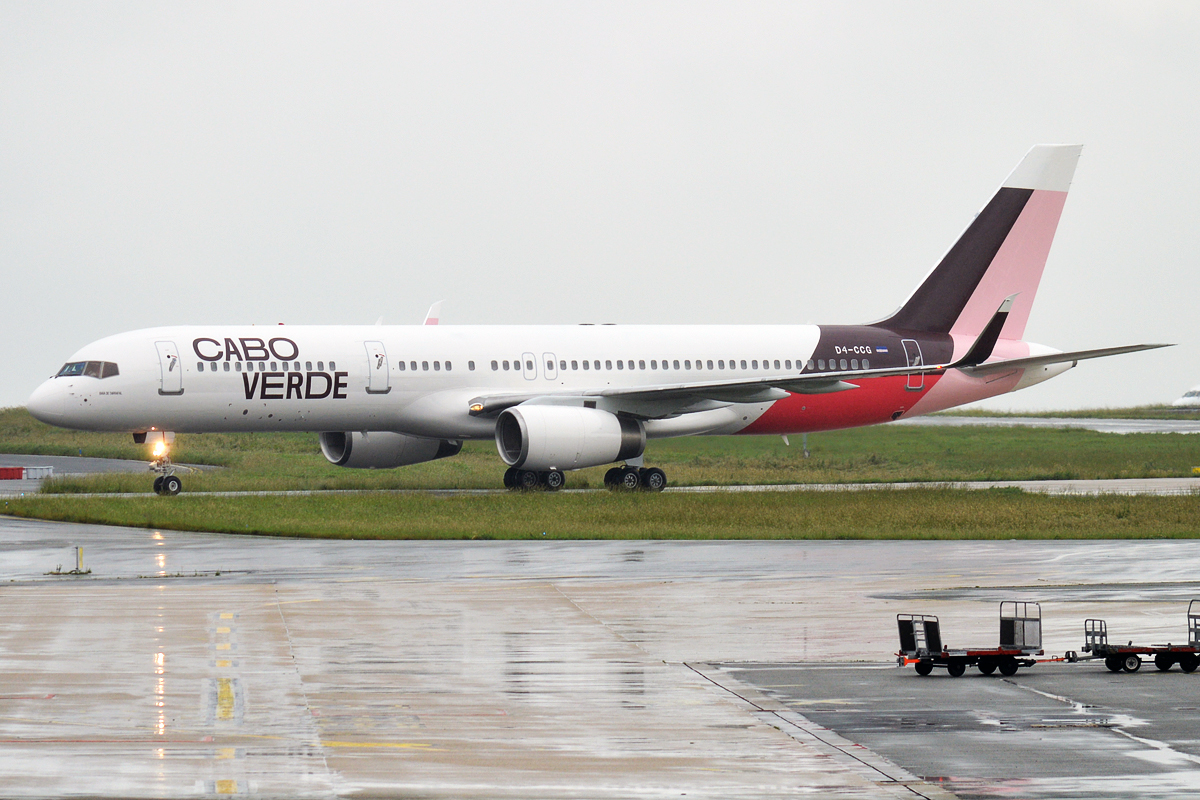
Boeing 757-200

Cabo Verde Airlines (code AITA : VR ; code OACI : TCV) est la compagnie aérienne des îles du Cap-Vert.
Cabo Verde Airlines est la compagnie aérienne cap-verdienne, autrefois nommée « TACV cabo verde airlines ». les actionnaires sont  Loftleiðir et l'État cap-verdien.

## Dates historiques
- 1955 - Création d'Aéro-Club du Cap-Vert
- 1955 – Premier vol entre Praia / Sal / São Vicente / Praia, avec un avion bimoteur, le « Rapid Dragon » De Havilland
- 1956 - Arriver du premier "Dove", un bimoteur de neuf sièges
- 1958 - 2 "Widgeons Grumman" sont achetés pour compléter la flotte
- 1958 - Le 27 décembre 1958, l'Aéro-Club du Cap-Vert devient Transportes Aéreos de Cabo Verde (TACV)
- 1959 - Le trafic aérien atteint 460 passagers
- 1962 - Le trafic aérien s'élève à 2 261 passagers
- 1964 - Toutes les îles sauf Brava et Santo Antão sont desservies par liaison aérienne
- 1968 – 3 "Doves" assurent la liaison aérienne entre les îles
- 1973 – 2 avions "Hawker Siddleys", HS-748, et 3 "Islanders", remplacent les Doves
- 1978 - Début des vols régionaux à Dakar, au Sénégal
- 1980 – 2 avions "Twin Otter" sont achetés pour remplacer les "Islanders"
- 1985 - Début des vols internationaux. La TACV inaugure la ligne Sal-Lisbonne-Sal
- 1987 - Début du vol transatlantique de Sal-Boston-Sal
- 1988 – Ouverture des lignes Sal-Amsterdam-Sal-Paris-Sal
- 1990 – 2 avions, 1 Casa-212's et 1 Embraer 120 intègrent la flotte nationale
- 1994 – 3 avions ATR 42 - 300 sont acquis à Toulouse, en France
- 1996 – La TACV acquiert son premier Boeing 757-200, directement à l'usine de Boeing à Seattle, considéré comme "la plus grande fierté du Cap-Vert Airlines"
- 1999 - Début des vols de Sal / Las Palmas / Madrid / Sal
- 2001 - Début des vols en provenance de Fortaleza (Brésil) et le Cap-Vert
- 2002 – 1 Boeing 737-300 renforce le service
- 2002 - Début des vols réguliers entre Sal, Dakar, Abidjan, Freetown et Conakry
- 2004 - Acquisition du deuxième Boeing 757-200ER
- 2005 – Obtention de la certification ETOPS, considérée comme l'une des plus grandes réalisations de près d'un demi-siècle d'existence, le transporteur aérien national
- 2005 - Début des vols entre les États-Unis le Cap-Vert, avec leur propre avion et équipage
- 2006 – Début des vols entre le Fortaleza et le Cap-Vert, avec leur propre avion et équipage
- 2006 – Début du processus de privatisation de la société par Sterling Merchant Finance, Ltda.
- 2007 – En avril, la société a acquis à Toulouse, en France, 1 ATR 72-500, qui est nommé Jorge Barbosa et est inscrit auprès de l'enregistrement D4-CBT. Toujours en juillet de la même année, la société acquiert un autre ATR 72-500, qui obtient le nom de Baltazar Lopes et est enregistré D4-CBU, faisant son premier vol dans le service de l'entreprise le 18 juillet 2007 sur la route Praia / Dakar.
- 2017 - TACV établit un partenariat avec Loftleidir (icelandair) visant à l'acquisition de plusieurs avions (6 Boeing 757-200) pour renforcer le réseau aérien de TACV.
- 2018- Le hub principal devient l’aéroport International Sal Amilcar Cabral, sur l'île de Sal, tous les vols y arrivent et y partent désormais.
- 2018- La compagnie est renommée et s’appelle maintenant « Cabo Verde Airlines » 2018- La compagnie acquiert un Boeing 757 auprès de open skies
- 2022 : Cabo Verde Airlines reçoit un Boeing 737-700 de la TAAG afin de reprendre son service
- 2023 : La Cabo Verde Airlines reçoit avec grande fierté un Boeing 737-Max 8
- 2022/2023 : reprise des lignes directes Praia - Sao-Vicente - Sal - Paris

14 novembre 2018- La Cabo Verde Airlines reprend les vols directs vers Lisbonne Depuis Praia.
Suzanna Lubrano est la marraine de TACV.
2022 : la compagnie opère avec un [737-700] loué à TAAG Angola Airlines trois routes à destination du Portugal depuis Sal, Praia et São Vicente.

## Flotte

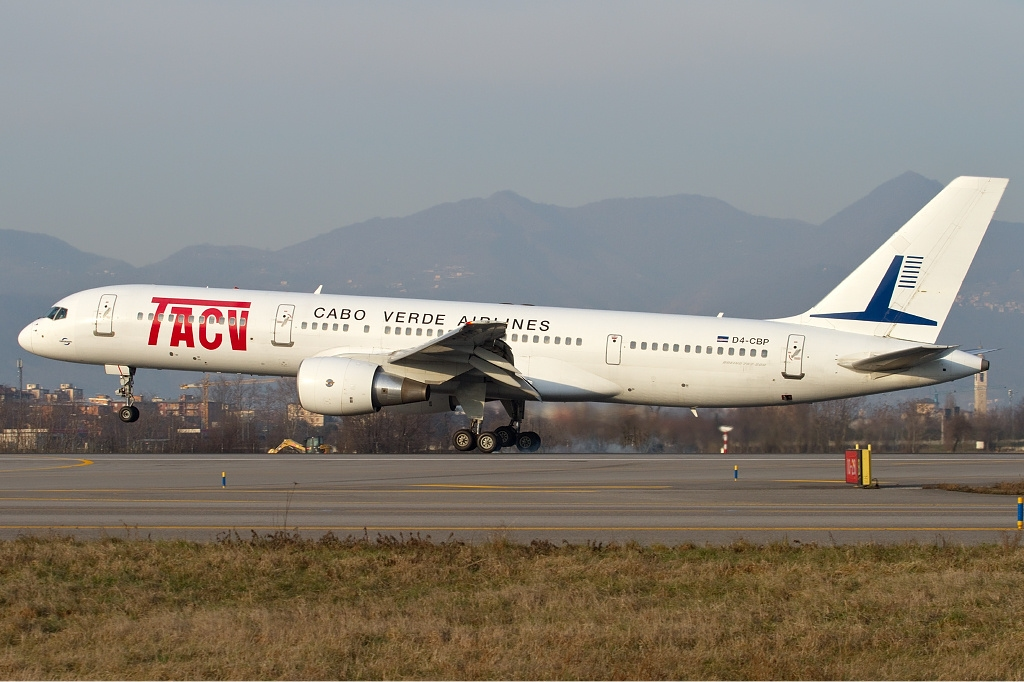
Boeing 757-200

La flotte de Cabo Verde Airlines se compose en Novembre 2023 des avions suivants :  
- Boeing 737-700 loué a TAAG Angola Airlines 
- Boeing 737 MAX8 immatriculé D4-CCJ nommé "MORABEZA" 

## Partenariat
Depuis 2017, TACV Cabo Verde Airlines a signé des accords avec les compagnies suivantes : 
- Binter Canarias
- TAP Portugal
- Icelandair
- TAAG
- Air Sénégal